# Hôtel de ville de Bergheim
L'hôtel de ville de Bergheim est un monument historique situé à Bergheim, dans le département français du Haut-Rhin.

## Localisation
Ce bâtiment est situé au 3, place du Docteur-Pierre-Walter à Bergheim.

## Historique
L'édifice fait l'objet d'une inscription au titre des monuments historiques depuis 1929.

## Architecture

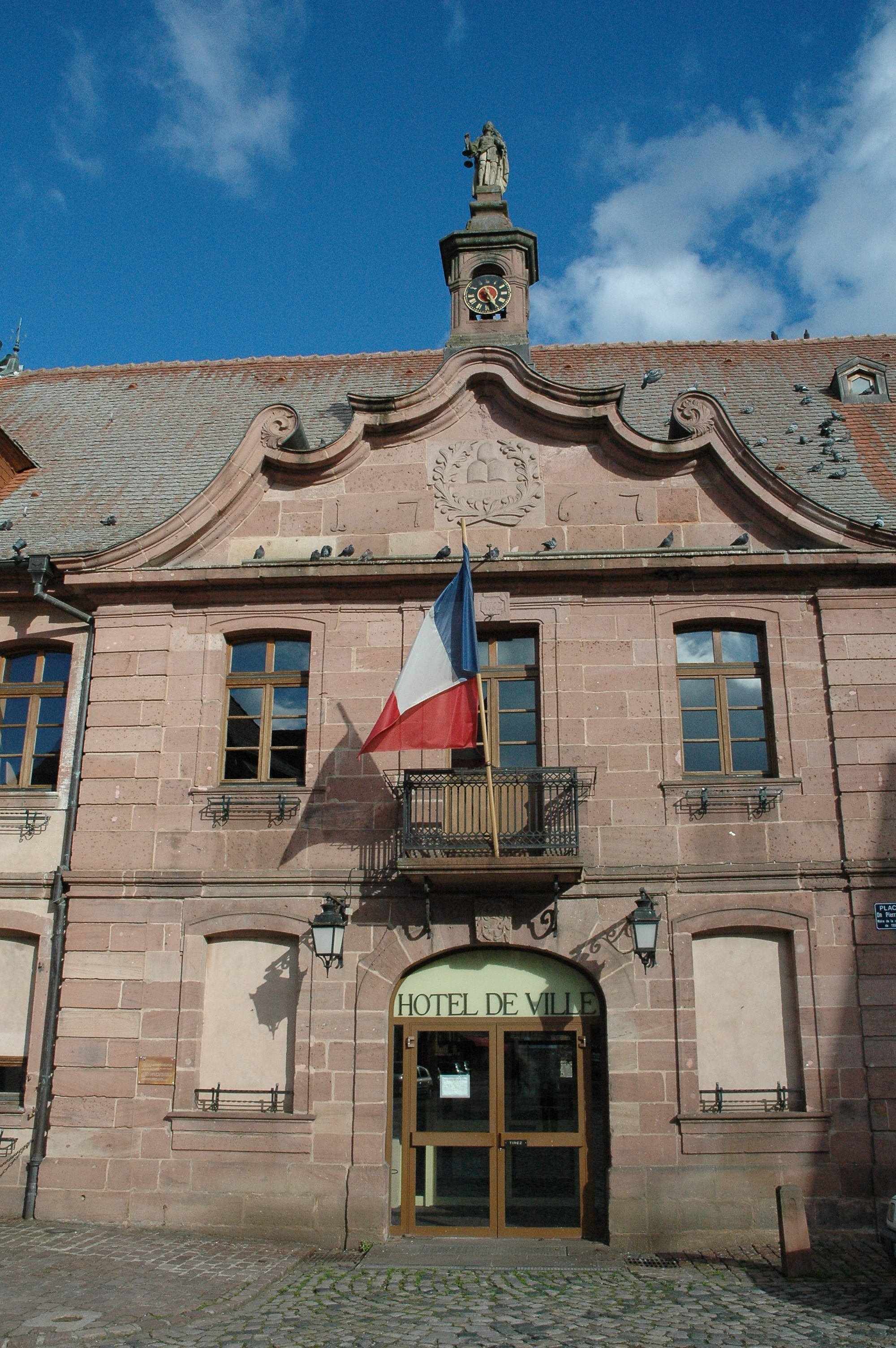
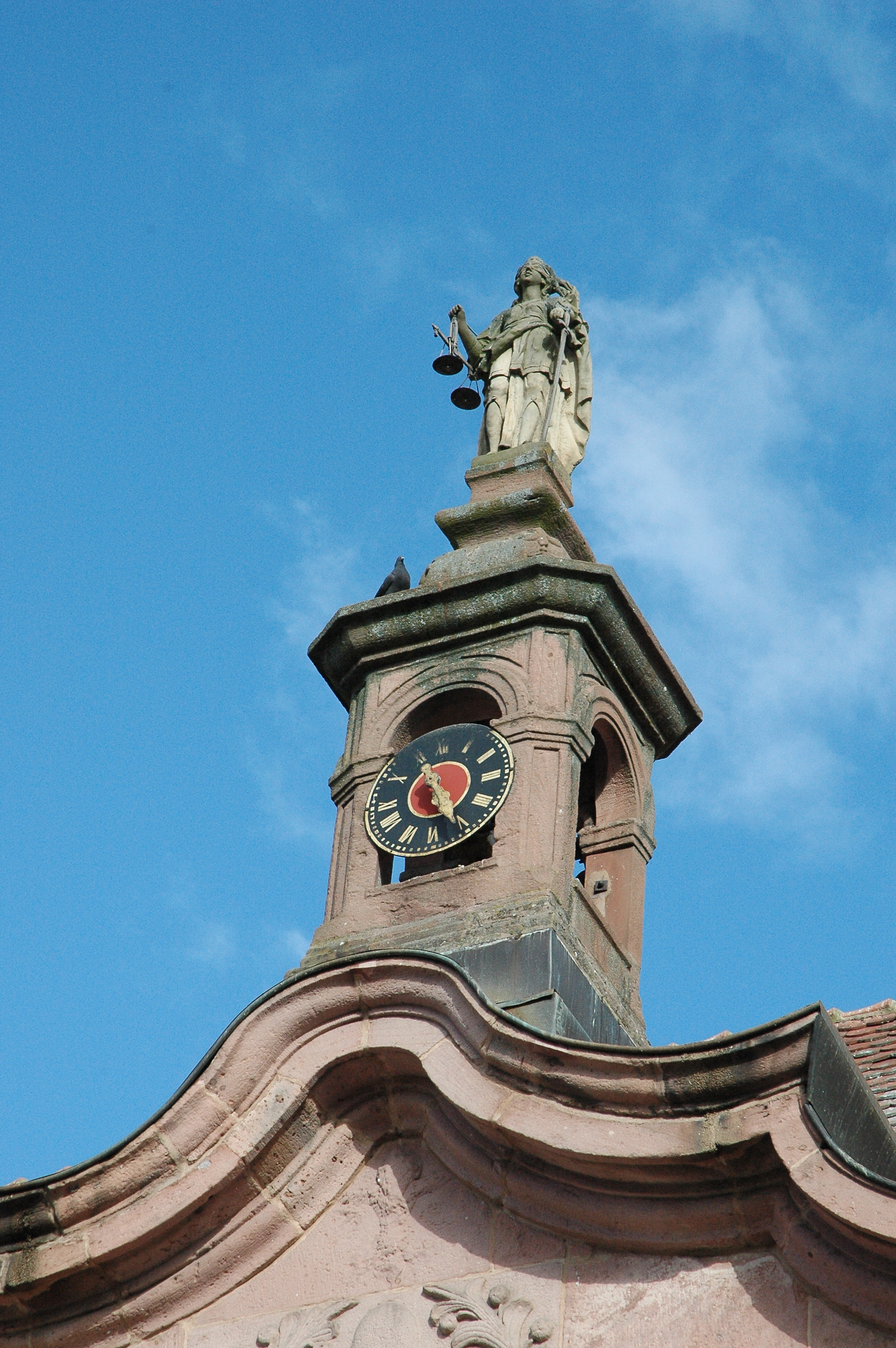
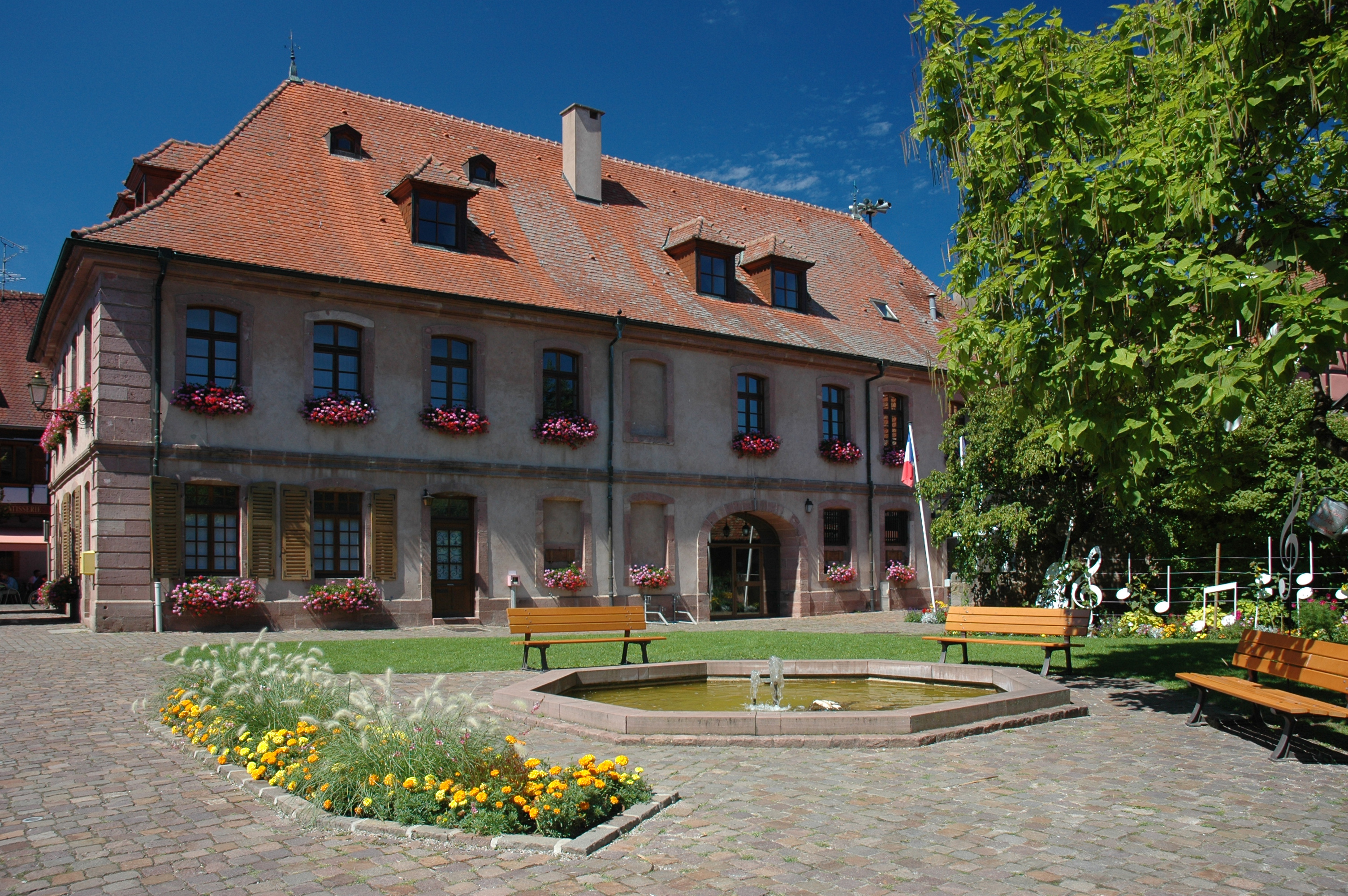